# Катинь
Ка́тинь (рос. Ка́тынь) — село Смоленського району Смоленської області Росії, приблизно 18 км на захід від Смоленська.

## Опис
Найбільше Катинь відома через масові розстріли інтернованих поляків, скоєних органами НКВС у часи Другої світової війни. 17 вересня 1939 року радянські війська, що вступили на територію Польщі за наказом Сталіна, силоміць вивезли польських офіцерів і представників інтелігенції — всього понад 20 тисяч осіб (за деякими даними — 25 857 осіб). Усі вони стали заручниками, спочатку їх мордували в камерах, а потім співробітники НКВС розстріляли їх у різних місцях, зокрема в катинських лісах 4421 особу.
Факт масових розстрілів сталінська влада довгий час замовчувала, тому про смерть своїх чоловіків жінки закатованих дізналися лише через роки. Деякі радянські джерела вказують на те, що тут було страчено у 1943 році близько 500 більшовиків німецькими нацистами. Під час ведення слідства тут також було знайдено місця поховання людей, найбільш імовірно страчених радянськими каральними органами у 20—30-х роках 20 століття. Неподалік Катині в лісі було споруджено меморіальний комплекс на честь тих, хто загинув тут.

## Авіакатастрофа під Смоленськом
10 квітня 2010 року під Смоленськом розбився літак Ту-154 з польською делегацією, серед якої був президент Польщі Лех Качинський, що прямувала з візитом до меморіалу.